# Dovško
Dovško je naselje v Občini Krško.